# おおい町ケーブルネットワーク施設
おおい町ケーブルネットワーク施設（おおいちょうケーブルネットワークしせつ）は、福井県大飯郡おおい町が運営する公設公営のケーブルテレビ、有線放送電話、インターネットサービスプロバイダ（ISP）事業の名称である。通称・略称はケーブルネットワークおおい「おおいテレビ」である。

## 沿革
- 1980年（昭和55年）5月1日：当時の大飯町有線放送施設として開局[3][5]。
  - 施設は関西電力大飯発電所の立地に伴う電源立地促進対策交付金事業として通商産業省（現在の経済産業省）の助成によって整備された[3]。
- 1996年（平成8年）：350MHzHFC方式へ設備更新[要出典]。
- 2002年（平成14年）4月：若狭CATV広域ネットワーク施設が完成[6]、おおい町内での運用を開始。
- 2007年（平成19年）12月1日：地上デジタルテレビ放送再送信開始（福井県内の3局4チャンネルのみ）[7]。
- 2009年（平成21年）3月：FTTH（光放送）方式へ設備更新を完了[3]。

## サービスエリア
- おおい町の全域[3][8]

## ケーブルテレビ事業
自主番組制作・コミュニティチャンネルの運営はケーブルテレビ若狭小浜（チャンネルO）に委託している。

### 主な放送チャンネル
BS2K・BS4K放送はSTBを設置しないと視聴できない。また、BS10スターチャンネル・J:COM BS・BSよしもとの再送信は行っていない（2025年時点）。
凡例
- ●：視聴可能のチャンネル
- ※：別途申し込みが必要となるチャンネル

| チャンネル     | 放送局・チャンネル名     | デジタル |
| -------------- | ------------------------ | -------- |
| 地上011        | NHK福井・総合            | ●        |
| 地上021        | NHK福井 Eテレ            | ●        |
| 地上041        | 毎日放送                 | ●        |
| 地上051        | KBS京都                  | ●        |
| 地上061        | 朝日放送テレビ           | ●        |
| 地上071        | 福井放送                 | ●        |
| 地上081        | 福井テレビ               | ●        |
| 地上091        | 自主放送（コミュニティ） | ●        |
| BS101          | NHK BS                   | ●        |
| BS4K101        | NHK BSプレミアム4K       | ●        |
| BS141・BS4K141 | BS日テレ 4K              | ●        |
| BS151・BS4K151 | BS朝日 4K                | ●        |
| BS161・BS4K161 | BS-TBS 4K                | ●        |
| BS171・BS4K171 | BSテレ東 4K              | ●        |
| BS181・BS4K181 | BSフジ 4K                | ●        |
| BS191          | WOWOW プライム           | ※        |
| BS192          | WOWOW ライブ             | ※        |
| BS193          | WOWOW シネマ             | ※        |
| BS200          | BS10                     | ※        |
| BS211          | BS11イレブン             | ●        |
| BS222          | BS12 トゥエルビ          | ●        |
| BS231          | BS放送大学テレビ         | ●        |

- デジタルテレビは過去に

JC-HITS
を使用していた。

### 音声告知放送
- ケーブル網を利用した音声告知放送システムが運用されている[3]。1日2回の定時放送が祝日を除く平日に行われている[11]。

## 有線放送電話事業
- VoIP方式。名田庄地区を含むケーブルテレビ加入者相互間の通話が無料となっている。

## インターネット事業
- NTT西日本が町営回線に乗り入れ、地域IP網接続サービス「フレッツ光・マイタウン」を提供。これを介し、福井県におけるアクセスポイントを持つフレッツ光・マイタウン対応プロバイダに加入できる。最高速度は上り・下りとも100Mbps。